# Hartung (Familienname)
Hartung ist ein deutschsprachiger Familienname.

## Namensträger

### A
- Aenni Hartung (1891–1983), deutsche Malerin
- Alexander Hartung (* 1970), deutscher Krimi-Schriftsteller
- Amanda Hartung (1980/1981–2025), österreichische Dressurreiterin
- Andreas Hartung (* 1959), deutscher Jurist und Richter am Bundesverwaltungsgericht
- Angelika Hartung (* 1948), deutsche Schauspielerin
- Anne Sarah Hartung (* 1979), deutsche Schauspielerin, siehe Anne Sarah Schönemann
- August Hartung (1762–1839), deutscher Schulreformer

### B
- Balthasar Friedrich Hartung, kursächsischer Bergrat
- Bernd Hartung (1942–2014), deutscher Arzt, Maler und Grafiker
- Bernhard Hartung (1904–1985), deutscher Mediziner
- Bruno Hartung (1876–1919), deutscher Theologe und Pfarrer
- Emil Hartung (*18.03.1905-?), Bürgermeister von Rudersberg-Steinenberg, Asperglen und Unterschlechtbach und ab April 1933 Ortsgruppenleiter der NSDAP

### C
- Christoph Hartung (Mediziner) (1779–1853), deutscher Arzt und Homöopath
- Christoph Hartung von Hartungen (Mediziner, 1849) (1849–1917), österreichischer Arzt
- Christoph Hartung von Hartungen (Mediziner, 1882) (1882–1967), österreichisch-italienischer Arzt
- Christoph Hartung von Hartungen (Historiker) (1955–2013), italienischer Historiker

### D
- Daniel Hartung (* 1973), deutscher Fernsehjournalist, Autor und Produzent

### E
- Eduard Hartung (Maler) (1866–1939), deutscher Maler
- Erhard Hartung von Hartungen (Mediziner, 1819) (1819–1893), österreichischer Arzt
- Erhard Hartung von Hartungen (Mediziner, 1880) (1880–1962), österreichischer Arzt
- Ernst Hartung, Pseudonym von Wilhelm Langewiesche (1866–1934), deutscher Schriftsteller und Verleger
- Ernst Hartung (Chemiker) (1893–1979), australischer Chemiker und Astronom
- Ernst von Hartung (1808–1879), k.k. Feldzeugmeister und Militärtheoretiker
- Erwin Hartung (1901–1986), deutscher Sänger und Schauspieler
- Eugen Hartung (1897–1973), schweizerischer Künstler, Maler und Grafiker

### F
- Ferdi Hartung (1931–2014), deutscher Sportfotograf
- Florian Hartung, deutscher Regisseur, Drehbuchautor und Filmproduzent
- Franz Oskar Hartung (1859–??), deutscher Architekt
- Franz Peter Hartung (1769–1844), deutscher Verwaltungsbeamter, Landrat von Mayen
- Friedrich Hartung (* 1995), deutscher Eishockeyspieler
- Fritz Hartung (Historiker) (1883–1967), deutscher Verfassungshistoriker
- Fritz Hartung (Jurist) (1884–1973), deutscher Jurist

### G
- Georg Hartung (1821–1891), deutscher Geologe und Schriftsteller
- George Friedrich Hartung (1782–1849), deutscher Buchdrucker und Verleger
- Gerald Hartung (* 1963), deutscher Philosoph
- Gerd Hartung (1913–2003), deutscher Modegrafiker
- Gretel Hartung (1923–1990), deutsche Opern- und Operettensängerin in der Stimmlage Sopran
- Gunter Hartung (* 1942), deutscher Journalist
- Günter Hartung (* 1932), Germanist, Literaturwissenschaftler, Universitätsprofessor und Autor
- Gustav Hartung (1887–1946), deutscher Regisseur

### H
- Hans Hartung (1904–1989), deutsch-französischer Maler und Grafiker
- Hans Rudolf Hartung (1929–2012), deutscher Journalist und Schriftsteller
- Harald Hartung (* 1932), deutscher Schriftsteller und Literaturwissenschaftler
- Harry Hartung (* 1956), deutscher Fußballspieler
- Hartmut Hartung von Hartungen (1899–1980), österreichischer Schauspieler, Regisseur und Germanist
- Hedwig Hartung (1914–1945), deutsche Widerstandskämpferin und NS-Opfer
- Heinrich Hartung I. (1785–1849), deutscher Maler und Kunstschreiner
- Heinrich Hartung II. (1816–1893), deutscher Maler und Lyriker
- Heinrich Hartung (Politiker) (1820–1909), deutscher Bergmeister und Politiker
- Heinrich Hartung III. (1851–1919), deutscher Maler
- Heinrich Hartung (Landrat) (1878–nach 1939), deutscher Verwaltungsbeamter, Landrat in Bayern
- Heinrich Hartung IV. (auch Clemens Heinrich Hartung; 1888–1966), deutscher Maler
- Heinrich Hartung von Hartungen (1884–1964), österreichischer Ingenieur
- Helmut Hartung (1929–2015), deutscher Maler und Grafiker
- Helmut Hartung (Journalist) (* 1951), deutscher Journalist und Herausgeber
- Herbert Hartung (* 1947), deutscher Politiker (CDU)
- Hermann Hartung (Verleger) (?–1881), deutscher Verleger
- Hermann Hartung (Gewerkschafter) (1842–1929), Schweizer Gewerkschafter deutscher Herkunft
- Hieronymus Conrad Virdung von Hartung (1640–1708), deutscher Mediziner
- Hugo Hartung (Architekt) (1855–1932), deutscher Architekt und Architekturhistoriker
- Hugo Hartung (Musiker) (1885–1963), deutscher Musiklehrer, Chorleiter und Hochschullehrer
- Hugo Hartung (Schriftsteller) (1902–1972), deutscher Schriftsteller

### J
- Jan-Peter Hartung (* 1969), deutscher Islamwissenschaftler und Hochschullehrer
- Jim Hartung (* 1960), US-amerikanischer Turner
- Joachim Hartung (1948–2014), deutscher Mathematiker
- Johann Hartung (Bildhauer) (1821–??), deutscher Bildhauer
- Johann Adam Hartung (1801–1867), deutscher Altphilologe
- Johann Caspar Hartung (1622–1725), deutscher Baumeister
- Johann Heinrich Hartung (1699–1756), deutscher Verleger
- Johann Michael Hartung (Orgelbauer, 1702) (1702–1777), deutscher Orgelbauer in Thüringen
- Johann Michael Hartung (Orgelbauer, 1708) (1708–1763), deutscher Orgelbauer in der Pfalz
- Johannes Hartung (1505–1579), deutscher Gräzist und Hebraist
- Jörg Hartung (Tiermediziner) (* 1944), deutscher Tierarzt und Hochschullehrer
- Jörg Hartung (Synchronautor) (* 1957), deutscher Synchronautor
- Jules Hartung (1876–1971), französischer Generalmajor

### K
- Karl Hartung (1908–1967), deutscher Bildhauer
- Karl Hartung (Antiquar) (1914–2012), deutscher Antiquar und Auktionator
- Karl Arthur Hartung (1859–1936), deutscher Politiker
- Karl Louis Hartung (1857–1934), deutscher Politiker
- Klaus Hartung (Tiermediziner) (1938–2016), deutscher Tiermediziner und Hochschullehrer
- Klaus Hartung (Journalist) (1940–2020), deutscher Journalist und Publizist
- Klaus R. Hartung, deutscher Unternehmer und Verbandsfunktionär
- Kurt Hartung (Leichtathlet) (* 1925), deutscher Leichtathlet
- Kurt Hartung (Fußballspieler) (* 1947), deutscher Fußballspieler

### L
- Lisa Hartung (* 1991), deutsche Mathematikerin
- Lorenz Hartung (1858–1903), Bürgermeister, Mitglied des Provinziallandtages der Provinz Hessen-Nassau
- Louise Hartung (1905–1965), deutsche Sängerin
- Lutz Hartung (* 1955), deutscher Fußballspieler

### M
- Manuel J. Hartung (* 1981), deutscher Journalist und Schriftsteller
- Marianne Hartung (* 1954), deutsche katholische Theologin und Religionspädagogin
- Marie Hartung (1884–1971), deutsche Politikerin (SPD, USPD, SED)
- Max Hartung (Fotograf) (1869–1934), deutscher Fotograf
- Max Hartung (* 1989), deutscher Säbelfechter
- Michael Hartung (vor 1593–nach 1640), Lautenmacher

### O
- Otto Schmidt-Hartung (1892–1976), deutscher Generalleutnant
- Otto Philipp Virdung von Hartung (1696–1758), deutscher Mediziner

### P
- Paul Hartung (1811–1877), deutscher Landwirt und Politiker
- Peter Hartung (* 1973), deutscher Eishockeyspieler
- Petra Hartung (* 1969), deutsche Schauspielerin
- Philipp Christoph Hartung (1706–1776), deutscher Geistlicher und Musiktheoretiker

### R
- Ricarda Bauschke-Hartung (* 1966), deutsche Germanistin
- Rolf Hartung (Künstler) (1908–1995), deutscher Kunsterzieher, Maler und Autor
- Rolf Hartung (Ruderer) (* 1947), deutscher Ruderer
- Rudolf Hartung (Komponist) (1886–1975), deutscher Komponist
- Rudolf Hartung (Mediziner) (1891–1957), deutscher Mediziner und Verbandsfunktionär, siehe Gunhild Klöckner
- Rudolf Hartung (Schriftsteller) (1914–1985), deutscher Schriftsteller und Literaturkritiker
- Rudolf Hartung (Politiker) (1948–2020), deutscher Politiker (SPD)

### S
- Stefan Hartung (* 1966), deutscher Manager
- Stephanie Hartung (* 1959), deutsche Dozentin, Trainerin und Autorin
- Susanne Hartung (* 1977), deutsche Wissenschaftlerin in dem Bereich Public Health

### T
- Thomas Hartung (Schachspieler) (* 1957), deutscher Fernschachspieler
- Thomas Hartung (Journalist) (* 1962), deutscher Germanist, Journalist und Politiker
- Thomas Hartung (Mediziner) (* 1963), deutscher Pharmakologe und Hochschullehrer
- Thomas Hartung (Politiker) (1970–2024), deutscher Politiker
- Thomas Hartung (Ökonom) (* 1971), deutscher Ökonom

### U
- Ulrich Hartung (* 1964), deutscher Architekturhistoriker

### V
- Volker Hartung (* 1955), deutscher Bratschist und Dirigent

### W
- Walter Hartung (* 1921), deutscher Politiker (NDPD)
- Wilfried Hartung (* 1953), Schwimmsportler aus der DDR
- Wilhelm Hartung (Maler) (1879–1957), Schweizer Maler
- Wilhelm Hartung (Landrat) (1885–1958), deutscher Verwaltungsbeamter
- Wilhelm Hartung (Karikaturist) (1919–2003), deutscher Karikaturist
- Willi Hartung (Politiker) (1910–1986), deutscher Politiker (SPD)
- Willi Hartung (Maler) (1915–1987), Schweizer Maler
- Wolfgang Hartung (Geologe) (1907–1995), deutscher Geologe
- Wolfgang Hartung (Jurist) (1933–2021), deutscher Rechtsanwalt
- Wolfgang Hartung (Historiker) (1946–2025), deutscher Historiker